# Stierenoffer-altaren van Die

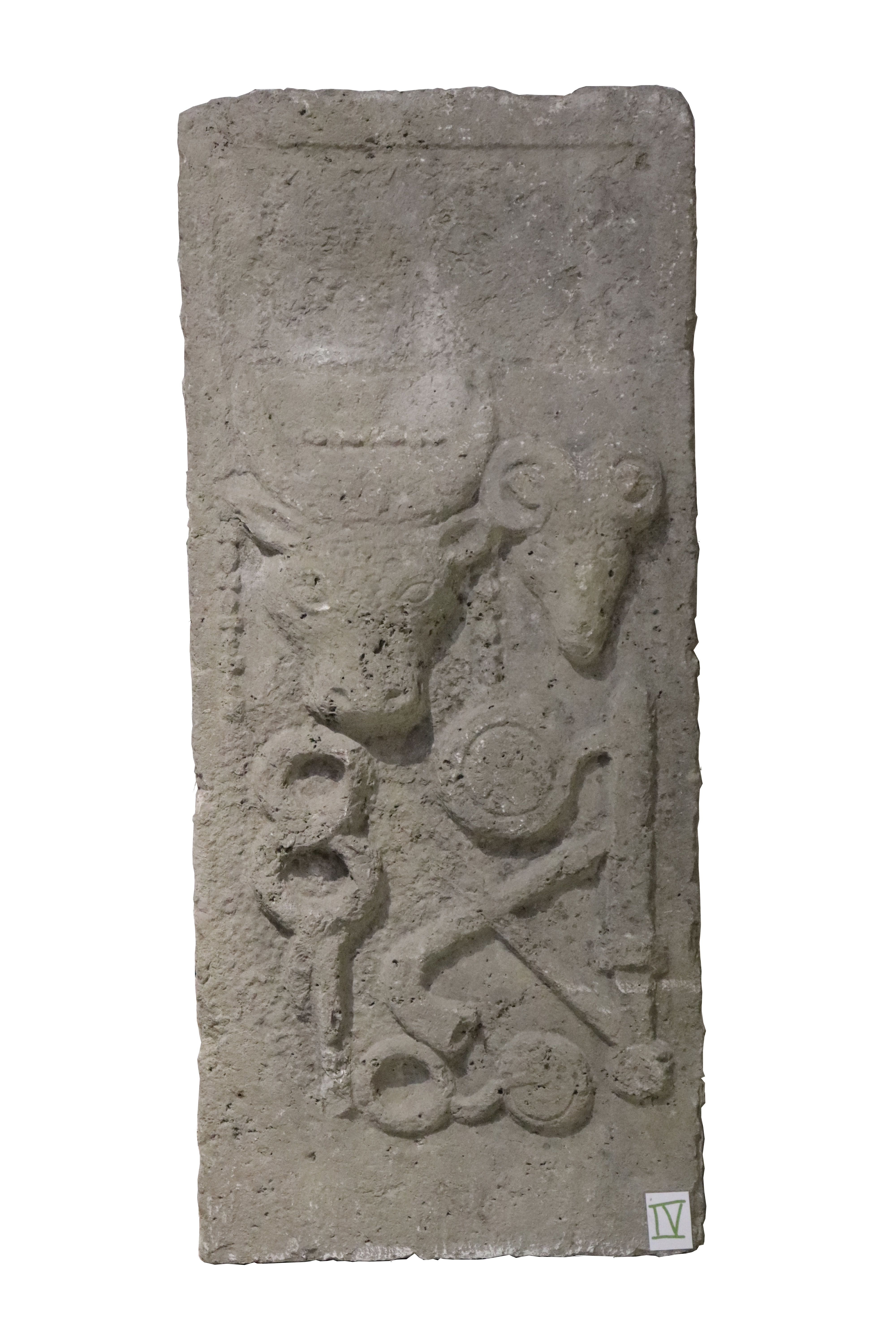
Altaarmonument voor stierenoffer (vindplaats: boerderij van Salières)

De Stierenoffer-altaren (2e – 3e eeuw) in de Franse stad Die, departement Drôme, dateren uit de Romeinse oudheid.  De resten van vier altaarstukken bevinden zich in het Museum van Die. Andere zijn in privé-collecties of buiten Frankrijk.
De Gallo-Romeinse stam waartoe Die behoorde, waren de Vocontii. De altaarmonumenten herdenken een taurobolium of stierenoffer dat welgestelde burgers in het Romeinse keizerrijk lieten uitvoeren. De stierenkop staat prominent op het monument afgebeeld.

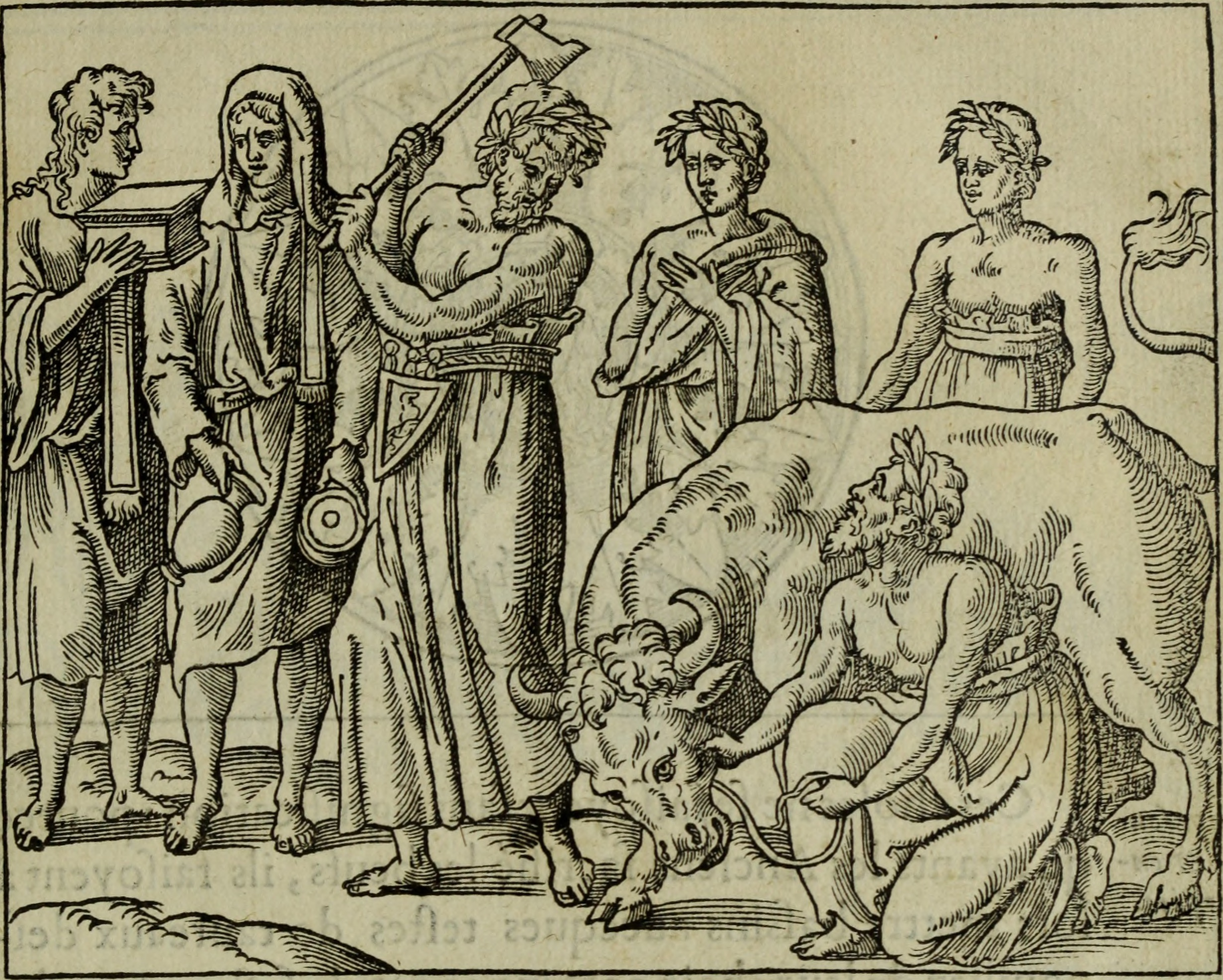
Taurobolium bij de Romeinen

De stier werd geofferd op een plechtigheid ter ere van de keizer van Rome en, in principe en in oorsprong, ter ere van de godin Cybele en mogelijks van Attis. De godin Cybele kende een belangrijke verering bij de Vocontii. De Gallo-Romeinen die het offer hadden besteld, lieten hun naam kappen op het monument; typisch voor Die is dat het monument ook afbeeldingen bevat van een cymbal en van een patera of drinkbeker. De naam van de Romeinse keizer voor wie werd gebeden staat ook op het altaar. De stenen werden gekapt in een steengroeve net buiten Die.
Drie van de vier altaarstukken in het museum van Die zijn erkend als monument historique van Frankrijk (1886). De vier vindplaatsen waren Place de la République, de boerderij van Salières, het huis van de familie Lamorte-Félines en dat van de familie Guyon. Op het ene altaarstuk is een lange zin van het gebeuren bewaard, op het andere slechts enkele woorden.